# Tre rutor av Slestad
Tre rutor av Slestad är ett konventionellt namn på en medeltida svensk frälsesläkt som i slutet av 1200-talet i vapnet förde tre vita rutor med fältet svart och rött. Ättens äldsta kända medlem Anders Jonsson, känd 1367-1391,  var far till häradshövdingen Anders Andersson (tre rutor av Slestad). Ättens sätesgård var Slestad, belägen i nuvarande Lambohov i sydvästra Linköping.
Vapen: Styckad, tre genomgående kopplade rutor i balk, eller ginbalk, av motsatta tinkturer. 
Den 31 mars 1393 i Vadstena skänker Anders Jonsson till Vadstena kloster hela sin ägolott i ”Skinstadha” i Skärkinds socken och härad.  Även hans syster Cecilia Jonsdotter, och hans son, Anders Andersson, är omnämnda.. Anders Jonsson eller Johansson, var gift med Kristina Haraldsdotter, dotter till Harald Bagge.
Sonen, Anders Andersson (känd 1407-1457), var häradshövding och gift före 1424 med Elisiv Jönsdotter (Get).
Anders och Elisiv dotter, Anna Andersdotter (död mellan 1462 och 1488) var gift med Bengt Stensson (Natt och Dag). och dottern Ramborg Andersdotter (känd 1474) var gift med Birger Jönsson (sparre över blad).